# Les Loups écarlates
Les Loups écarlates est le 11e album de la série de bande dessinée La Patrouille des Castors dessiné par MiTacq, aidé par et Adolphe Tacq, sur un scénario de Jean-Michel Charlier. Il est prépublié dans le journal Spirou entre septembre 1962 et février 1963, puis publié sous forme d'album en 1964.

## Univers

### Synopsis
À Paris, au mois de janvier, les scouts de la Patrouille des Castors participent à un grand jeu, qui consiste à suivre un faux espion et lui dérober son paquet.  Mouche et Tapir font équipe. Emportés par le jeu, ils se trompent d'espion et suivent un autre homme, plutôt louche et méfiant.  Les scouts parviennent à lui subtiliser le paquet qu'il transporte et à le remplacer par un autre.  En découvrant qu'ils ont volé des plans d'avion, Tapir et Mouche se rendent compte de leur méprise mais il est trop tard. En se rendant à la police, les scouts se font, à leur tour, voler les plans et le cyclomoteur de Tapir...

### Personnages
Les scouts :
- Poulain, chef de patrouille
- Chat
- Faucon
- Tapir
- Mouche

Les autres personnages :
- Élan : chef scout et faux espion
- Lapin : scout
- Le père de Poulain
- Les parents de Mouche
- Louis Piédu : un blouson noir, membre des Loups écarlates
- Riton : chef des Loups écarlates
- Les espions (sans nom)

## Publication

### Revues
Publié dans Spirou du 27 septembre 1962 (n° 1276) au 21 février 1963 (n° 1297).

### Album
Publié en album en 1964, aux éditions Dupuis. Il a ensuite été réédité en 1970 (avec un numéro 11, sur la couverture), en 1974, en juillet 1983 et en avril 1986 (en album cartonné). Il a ensuite été réédité dans le 6e tome de la série Tout MiTacq, Les Castors - Dans la gueule du loup, publié en 1992 et dans le 3e tome de L'intégrale de la Patrouille des Castors, en juillet 2012.

### Couverture de l'album
La couverture de l'album représente Tapir poursuivant le voleur de son cyclomoteur, Louis Piédu.

## Anecdote
À la planche 25, case 1, on voit des dizaines de visages relayant l'appel téléphonique de Poulain. On reconnaît parmi ceux-ci des personnages scénarisés par Jean-Michel Charlier, ainsi Jacques Le Gall, Jean Valhardi, Marc Dacier, Tanguy et Laverdure, Buck Danny et Sonny Tuckson...